# Mosaico di Dioniso
Il Mosaico di Dioniso è il più grande mosaico del "Complesso Archeologico di Dion" (Dion), ai piedi del Monte Olimpo. Raffigura il corteo trionfale del dio greco Dioniso. È stato sottoposto ad un accurato restauro tra il 2015 e il 2017.